# La Cueva, New Mexico
La Cueva, New Mexico (енгл. La Cueva) насељено је место без административног статуса у америчкој савезној држави Њу Мексико.

## Демографија
По попису из 2010. године број становника је 168.
| Група             | 2000.    | 2010.       |
| Белци             | 0 (0,0%) | 139 (82,7%) |
| Афроамериканци    | 0 (0,0%) | 0 (0,0%)    |
| Азијати           | 0 (0,0%) | 1 (0,6%)    |
| Хиспаноамериканци | 0 (0,0%) | 24 (14,3%)  |
| Укупно            | 0        | 168         |